# The Good Maharaja
The Good Maharaja ist eine in Entwicklung befindliche indisch-polnische Filmbiografie von dem Regisseur Vikash Verma.
Die Veröffentlichung in Indien war auf den 17. Dezember 2022 terminiert, wurde dann jedoch auf den 10. November 2023 verschoben.

## Hintergrund und Produktion
The Good Maharaja handelt von Digvijaysinhji Ranjitsinhji Jadeja, einem Maharadscha aus Nawanagar, der während des Zweiten Weltkriegs Zuflucht und Bildung für etwa 1000 polnische Kinder bot, die aus der Sowjetunion flohen, um den vorrückenden Nationalsozialisten zu entkommen.
Die Dreharbeiten begannen am 21. Februar 2020. Unterbrochen wurden diese durch die COVID-19-Pandemie. Das Produktionsbudget betrug 400 Crore Indische Rupie (umgerechnet etwa 48 Millionen US-Dollar).